# Cyanea hardyi
Cyanea hardyi е вид растение от семейство Камбанкови (Campanulaceae). Видът е световно застрашен, със статут Уязвим.

## Разпространение
Разпространен е в САЩ (Хавайски острови).